# Awantura arabska
Awantura arabska (ang. Two Arabian Knights) – amerykańska komedia filmowa z 1927 roku w reżyserii Lewisa Milestone’a.

## Nagrody
| Nazwa nagrody | Wygrane                                        | Nominacje    |
| ------------- | ---------------------------------------------- | ------------ |
| Oscar         | 1929 Najlepszy reżyser komedii Lewis Milestone | 1929 wygrana |